# Felipa Maria Aranha
Felipa Maria Aranha (Costa da Mina, c. 1720 - Confederação do Itapocu, c. 1780) foi uma líder quilombola da região do baixo rio Tocantins, no Pará, principal responsável pela organização do quilombo do Mola e da Confederação do Itapocu.
Sua resistência às incursões dos senhores de escravos e às tropas portuguesas é memorável entre os remanescentes quilombolas e à comunidade negra brasileira.

## Biografia
Possivelmente proveniente da Costa da Mina, Felipa Maria Aranha nasceu entre os anos de 1720 e 1730. Teria sido capturada, ainda na juventude, por volta de 1740, e vendida como escrava para a praça de Santa Maria de Belém do Grão Pará.
Enviada à localidade de Cametá, foi trabalhar em uma fazenda escravagista de plantação de cana-de-açúcar. Não se sabe como conseguiu escapar, porém, com centenas de outros negros, conseguiu formar um dos maiores e mais bem estruturados quilombos do Brasil, o Mola, nas cabeceiras do igarapé Itapocu, no território de Cametá.
O quilombo por ela liderado ostentava um alto grau de organização política, social e militar, sendo um dos maiores modelos de resistência à escravidão que a historiografia já encontrou.
Sua liderança militar conseguiu expulsar as forças portuguesas e as várias incursões de capitães do mato. Detinha também grande capacidade política, pois conseguiu estruturar uma entidade composta por cinco quilombos, a Confederação do Itapocu, que empreendeu severas derrotas às forças escravagistas.